# Synagoga w Aleksandrii (obwód rówieński)
Synagoga w Aleksandrii – została zniszczona podczas pogromu po inwazji III Rzeszy na Związek Socjalistycznych Republik Radzieckich. Po wojnie nie została odbudowana.